# Dwight Clinton Jones
Dwight Clinton Jones (Filadelfia, 3 febbraio 1948) è un politico statunitense, sindaco di Richmond dal 2009 al 2017.

## Vita privata
Di fede battista, ha tre figli: Dwight Brenton, Derik Elton, Nichole Dannille. È membro della Lott Carey Baptist Foreign Mission Convention e della Richmond Baptist Church, oltre ad essere cofondatore della South Richmond Senior Center.